# NGC 3649
NGC 3649 is een balkspiraalstelsel in het sterrenbeeld Leeuw. Het hemelobject werd op 23 februari 1784 ontdekt door de Duits-Britse astronoom William Herschel.

## Synoniemen
- IC 684
- UGC 6386
- MCG 3-29-38
- ZWG 96.36
- KCPG 281B
- PGC 34883